# Вадо (футбольний клуб)
Футбольний клуб «Вадо 1913» (італ. Vado F.C. 1913) — італійський футбольний клуб з міста Вадо-Лігуре, заснований у 1913 році. Виступає в Еччеленці. Домашні матчі приймає на «Естадіо Феруччо Чіттоліна», місткістю 2 000 глядачів.

## Досягнення
- Кубок Італії
  - Володар: 1922.